# Pseudolernaeopodina synophobranchi
Pseudolernaeopodina synophobranchi is een eenoogkreeftjessoort uit de familie van de Lernaeopodidae. De wetenschappelijke naam van de soort is voor het eerst geldig gepubliceerd in 1988 door Hogans.